# Éva Jankovits
Éva Jankovits (Budapest, 26 aprile 1961) è un'ex cestista ungherese.

## Carriera
Con l'Ungheria ha disputato i Campionati europei del 1980.